# Jan Boterenbrood
Jan Boterenbrood (Nieuwer-Amstel, 4 oktober 1886 – Amsterdam, 5 december 1932) was een Nederlands architect. Zijn bekendste bouwwerk is waarschijnlijk Huize Lydia aan het Roelof Hartplein in Amsterdam.

## Opleiding
Boterenbrood doorliep de ambachtsschool in Nieuwer-Amstel en deed vervolgens een HBO-cursus stedenbouw (1925-1932).

## Werk
Het meeste van het leven van Boterenbrood speelt zich af in en rond Amsterdam. Daar staan ook veel van zijn gerealiseerde gebouwen. Veel van zijn ontwerpen zijn nooit gerealiseerd. Hij won wel regelmatig ontwerpwedstrijden, maar daarna bleven zijn creaties op de tekentafel liggen. Ontwerpen van Boterenbrood die wel zijn uitgevoerd betroffen veelal woningbouwprojecten.

Zijn eerste gerealiseerde project is een ontwerp van arbeiderswoningen in de Cronjéstraat/Transvaalstraat in Amsterdam-Oost uit 1919. In 1921 ontwierp hij de gevels van de Amsterdamse Rijnstraat en IJsselstraat. Daarna kreeg hij opdracht tot het ontwerpen van Huize Lydia, dat wordt gezien als het bekendste van zijn bouwwerken. Ook ontwierp hij in 1925 woningen in Tuindorp Nieuwendam.

## Lid
Van 1905 tot zijn dood was Boterenbrood  lid van het Genootschap Architectura et Amicitia, waarvan hij een tijdlang ook secretaris is geweest.

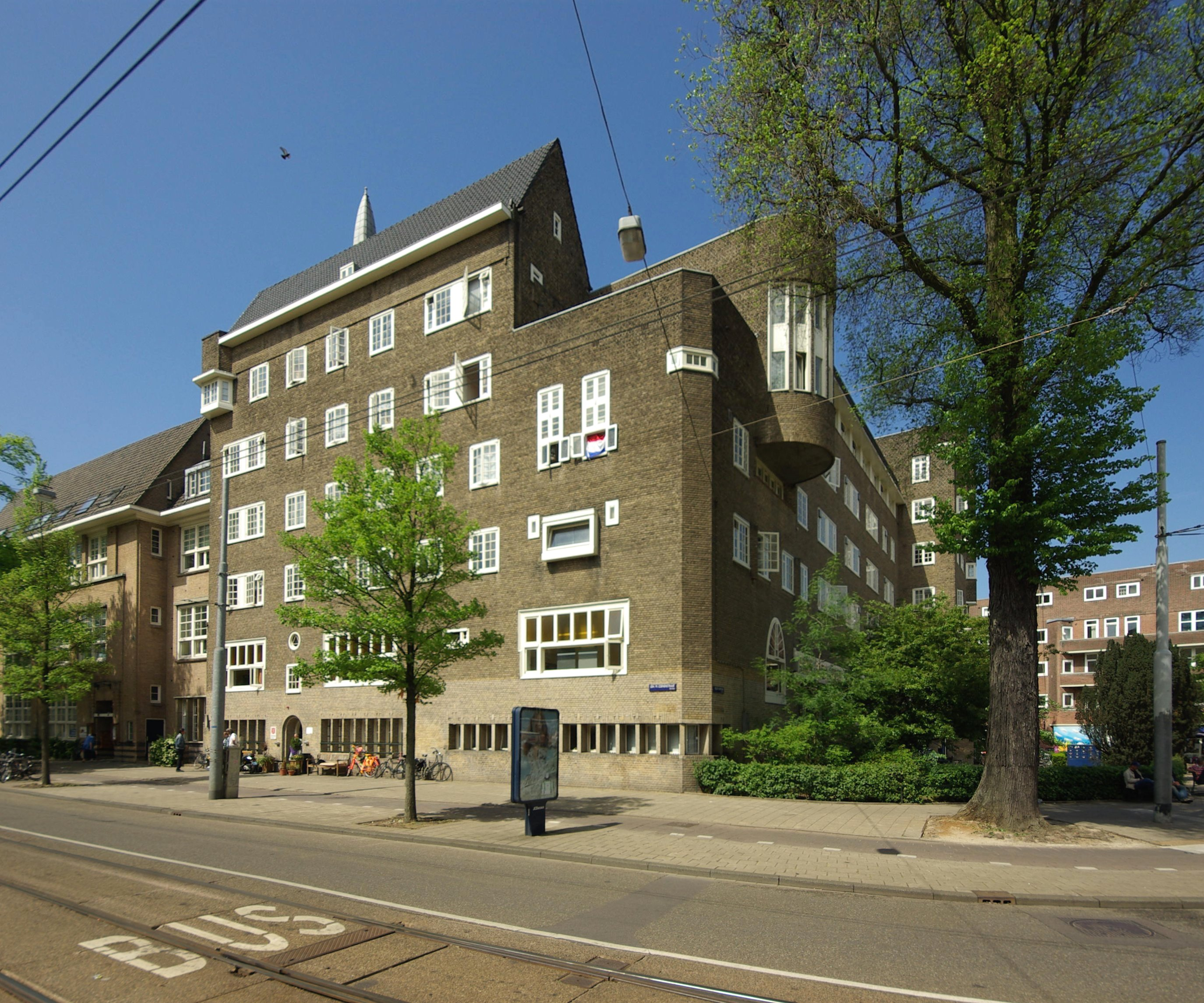
Huize Lydia in Amsterdam, ontworpen door architect Jan Boterenbrood.
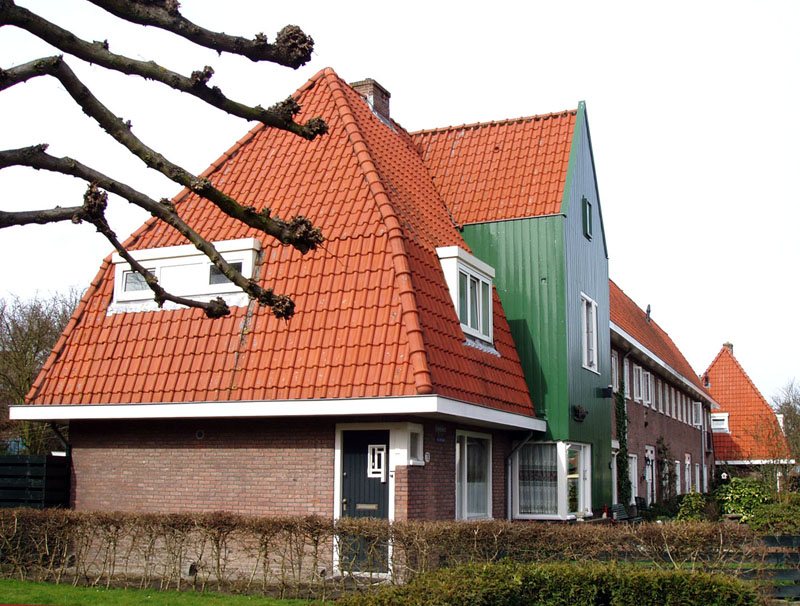
Huizenblok aan Purmerweg in Tuindorp Nieuwendam (Amsterdam), ontworpen door architect Jan Boterenbrood.

- RKD-Nederlands Instituut voor Kunstgeschiedenis: 11227
- Union List of Artist Names: 500314750
- Virtual International Authority File: 305190771